# سم اسپرول
سم اسپرول (انگلیسی: Sam Spruell؛ زادهٔ ۱ ژانویهٔ ۱۹۷۷) بازیگر اهل انگلستان است که بیشتر در نقش شخصیت‌های منفی و ویلن بازی می‌کند.

## گزیدۀ نقش‌آفرینی‌ها

### سینما
- مانگرو (۲۰۲۰)
- خبرچین (۲۰۱۹)
- پادشاه یاغی (۲۰۱۸)
- قلعه شنی (۲۰۱۷)
- والرین و شهر هزار سیاره (۲۰۱۷)
- بانویی در ون (۲۰۱۶)
- مریخی (۲۰۱۵)
- افسانه (۲۰۱۵)
- کودک ۴۴ (۲۰۱۵)
- ربوده‌شده ۳ (۲۰۱۴)
- مردم خوب (۲۰۱۴)
- ستاره‌دار (۲۰۱۳)
- مشاور (۲۰۱۳)
- سفیدبرفی و شکارچی (۲۰۱۲)
- دعوت به جنگ (۲۰۰۸)
- مهلکه (۲۰۰۸)
- الیزابت: عصر طلایی (۲۰۰۷)
- ونوس (۲۰۰۶)
- لندن به برایتون (۲۰۰۶)
- برای کشتن یک پادشاه (۲۰۰۳)
- کی-۱۹: ویدومیکر (۲۰۰۲)

### تلویزیون
- شوالیه هفت پادشاهی (۲۰۲۵-۲۰۲۴)
- فارگو (فصل ۵) (۲۰۲۳)
- دکتر هو (فصل ۱۳) (۲۰۲۱)[۲]
- آخرین کشتی (۲۰۱۴)
- لوتر (۲۰۱۰)
- مأموران مخفی (۲۰۰۴ و ۲۰۰۷)